# Timothy Grubb
Timothy John Grubb –conocido como Tim Grubb– (Grantham, 30 de mayo de 1954–Paris, Estados Unidos, 11 de mayo de 2010) fue un jinete británico que compitió en la modalidad de salto ecuestre.
Participó en dos Juegos Olímpicos de Verano, obteniendo una medalla de plata en Los Ángeles 1984, en la prueba por equipos (junto con Michael Whitaker, John Whitaker y Steven Smith), y el séptimo lugar en Barcelona 1992, en la misma prueba.

## Palmarés internacional
| Juegos Olímpicos | Juegos Olímpicos             | Juegos Olímpicos | Juegos Olímpicos |
| Año              | Lugar                        | Medalla          | Categoría        |
| ---------------- | ---------------------------- | ---------------- | ---------------- |
| 1984             | Los Ángeles (Estados Unidos) | Medalla de plata | Por equipos      |